# Тунис (град)
Вижте пояснителната страница за други значения на Тунис.
Тунис (на арабски: تونس) е столицата и най-големият град на африканската държава Тунис. Населението му е около 602 560 души (1 януари 2022).

## География
Разположен е в северната част на страната на бреговете на Туниското езеро и Средиземно море, свързани с канал помежду си. Населението на града е 747 240 души според преброяването от 2014 г.

## История
В съседство до Тунис се намира древният град Картаген, главният съперник на Римската република в Западното Средиземноморие. От 12 до 16 век при Алмохадите и Хафсидите, които установяват там своята столица, Тунис е сред най-важните центрове на ислямския свят.
През 1534 г. Тунис е завладян от Османската империя. Следващата година последният султан Мулаи Хасан, подпомогнат от император Карл V, си връща града; той и наследниците му управляват като васали на Карл V и Филип II до 1574 г. Османците си връщат града, но след 1591 г. местните бейове са практически независими и Тунис процъфтява като център на пиратството и търговията.
През 1655 г. английският адмирал Робърт Блейк е изпратен в Средиземноморието, за да получи компенсации от страните, поддържащи пиратството, за нападаните английски кораби. Само беят на Тунис отказва да плати и Блейк напада арсенала му в Порто Фарина. Това е първият случай във военноморската история, при който брегови батареи са превзети само с артилерийски обстрел и без наземен десант.
Французите окупират града от 1881 до 1956 г. По време на Втората световна война Тунис е под контрола на Силите на Оста от ноември 1942 до май 1943 г., като остава тяхната последна база в Африка.
От 1979 до 1990 г. Тунис е седалище на Арабската лига. През 1982 г. сградите на организацията са бомбардирани от Израел, като над 70 души загиват.

## Известни личности
Родени в Тунис
- Бертран Деланое (р. 1950), френски политик
- Абделлатиф Кешиш (р. 1960), режисьор
- Козма Драчки (1643 – 1702), гръцки духовник

Починали в Тунис
- Луи IX (1214 – 1270), френски крал
- Шарл Никол (1866 – 1936), френски бактериолог

## Побратимени градове
- Аман, Йордания
- Виена, Австрия
- Кайро, Египет
- Кьолн, Германия